# Maria Jolas

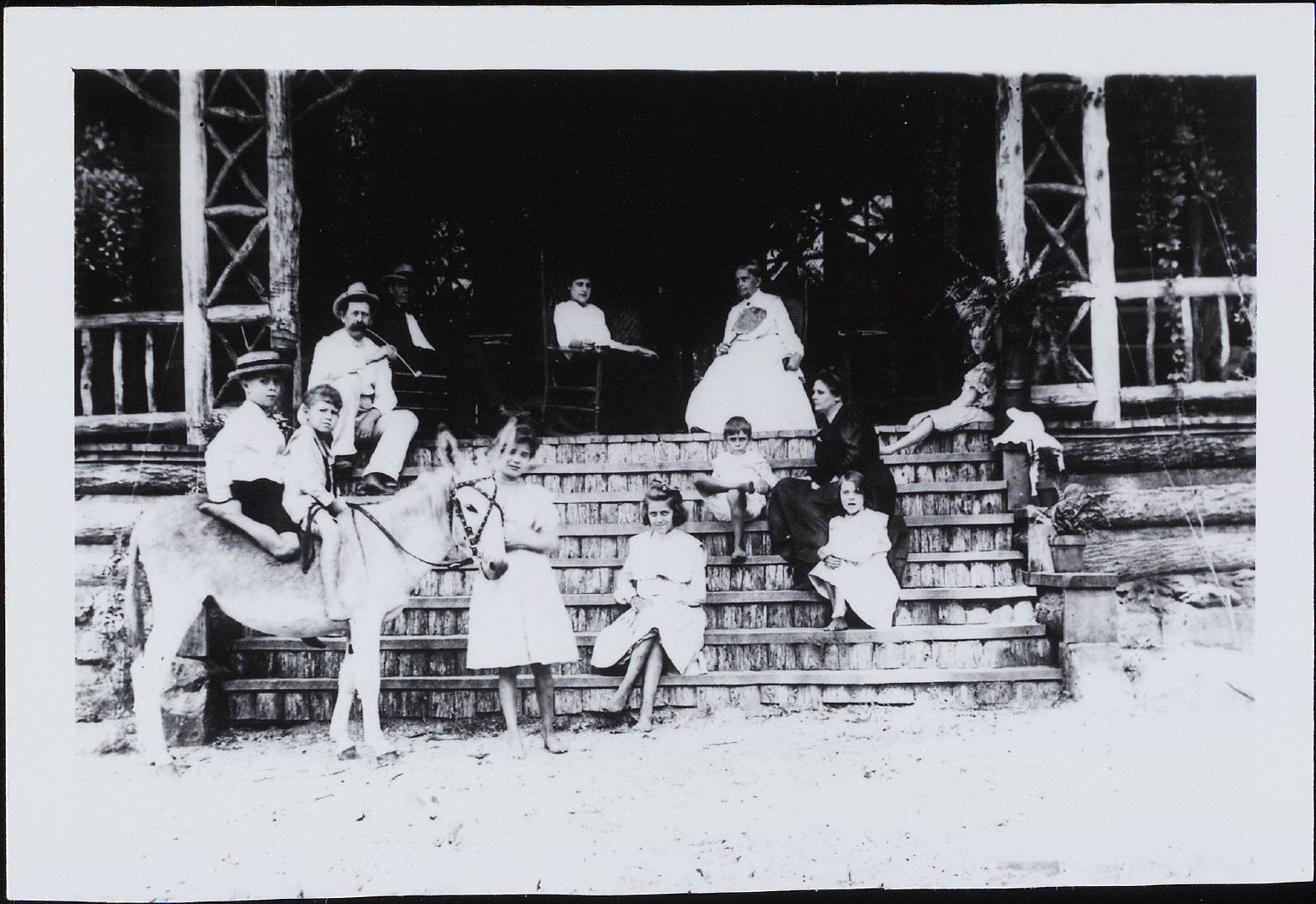
Maria McDonald Jolas, fotografiada de niña en Louisville, Kentucky, hacia 1910. Aparece sentada en medio de la escalera.

Maria Jolas (12 de enero de 1893 - 4 de marzo de 1987), nacida Maria McDonald, fue fundadora de la revista literaria transition, de París, con su marido Eugene Jolas.
Jolas nació en Louisville, Kentucky, Estados Unidos, pero vivió siempre asociada a la cultura europea.
Figura muy conocida en las conferencias de paz que se desarrollaron en su tiempo, Maria Jolas fue activista en Europa contra la guerra de EE. UU. en Vietnam desde 1965 hasta 1975. Fue presidenta del Paris American Committee to Stop-War (PACS) (Comité americano de París para detener la guerra), que contaba con varios cientos de miembros; había sido formado en 1965 y fue prohibido por el gobierno francés en septiembre de 1968. Jolas también desarrolló labor de traductora. Vertió al inglés muchas obras, por ejemplo, La Poétique de l'espace (La poética del espacio, 1957), de Gaston Bachelard.
Maria Jolas murió a los 94 años de edad, en París, Francia.
La obra Maria Jolas, Woman of Action - A Memoir and Other Writings [Maria Jolas, mujer de acción - Una memoria y otros escritos] fue editada y presentada en 2004 por la profesora Mary Ann Caws, de la City University of New York.